# Theuville (Eure-et-Loir)
Theuville é uma comuna francesa na região administrativa do Centro, no departamento Eure-et-Loir. Estende-se por uma área de 29.86 km². Em 2010 a comuna tinha 713 habitantes (densidade: 23,9 hab./km²).
Em 1 de janeiro de 2016, incorporou a antiga comuna de Pézy ao seu território.